# Abbazia di Sainte-Madeleine du Barroux

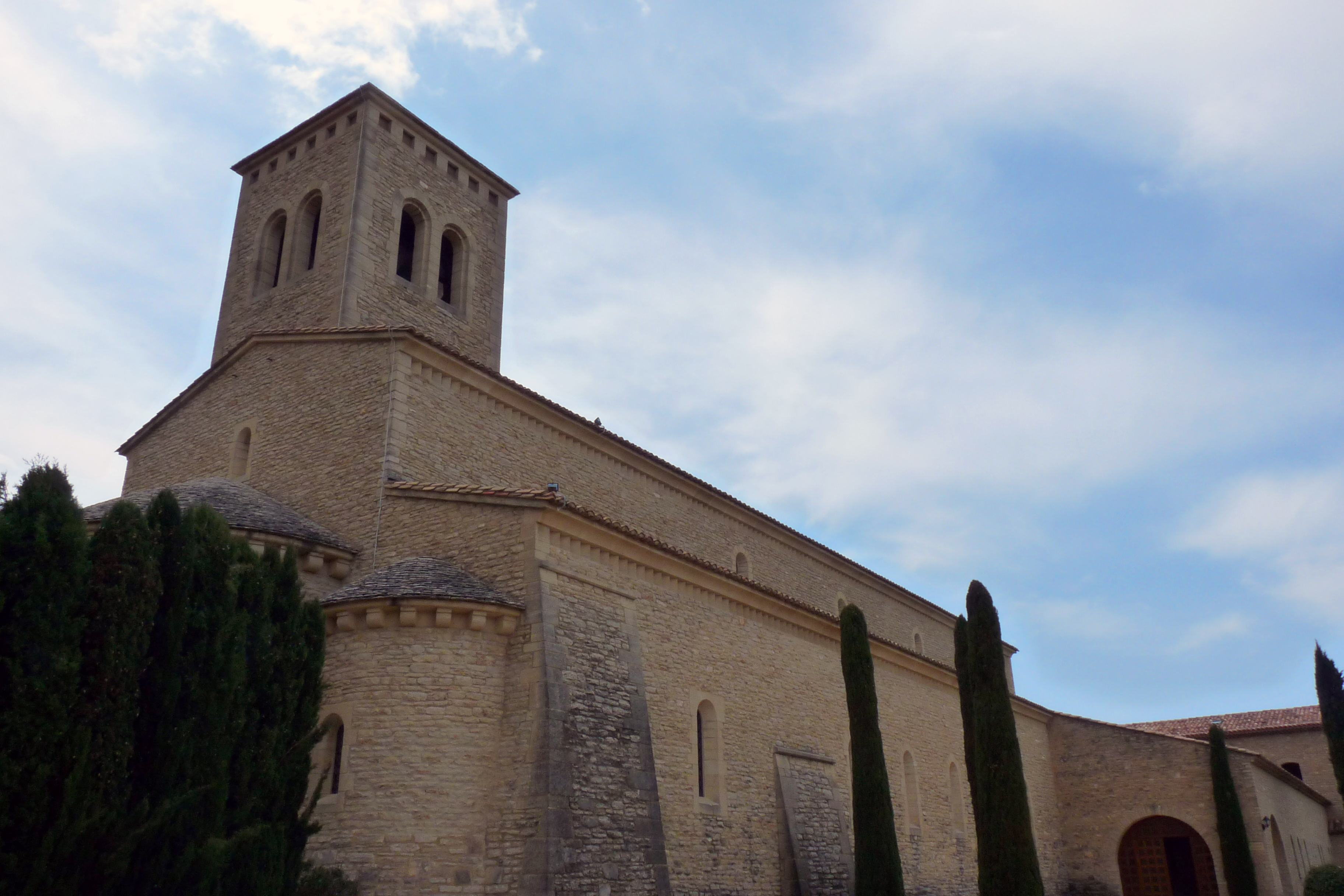
l'Abbazia di Sainte-Madeleine du Barroux in un'altra prospettiva

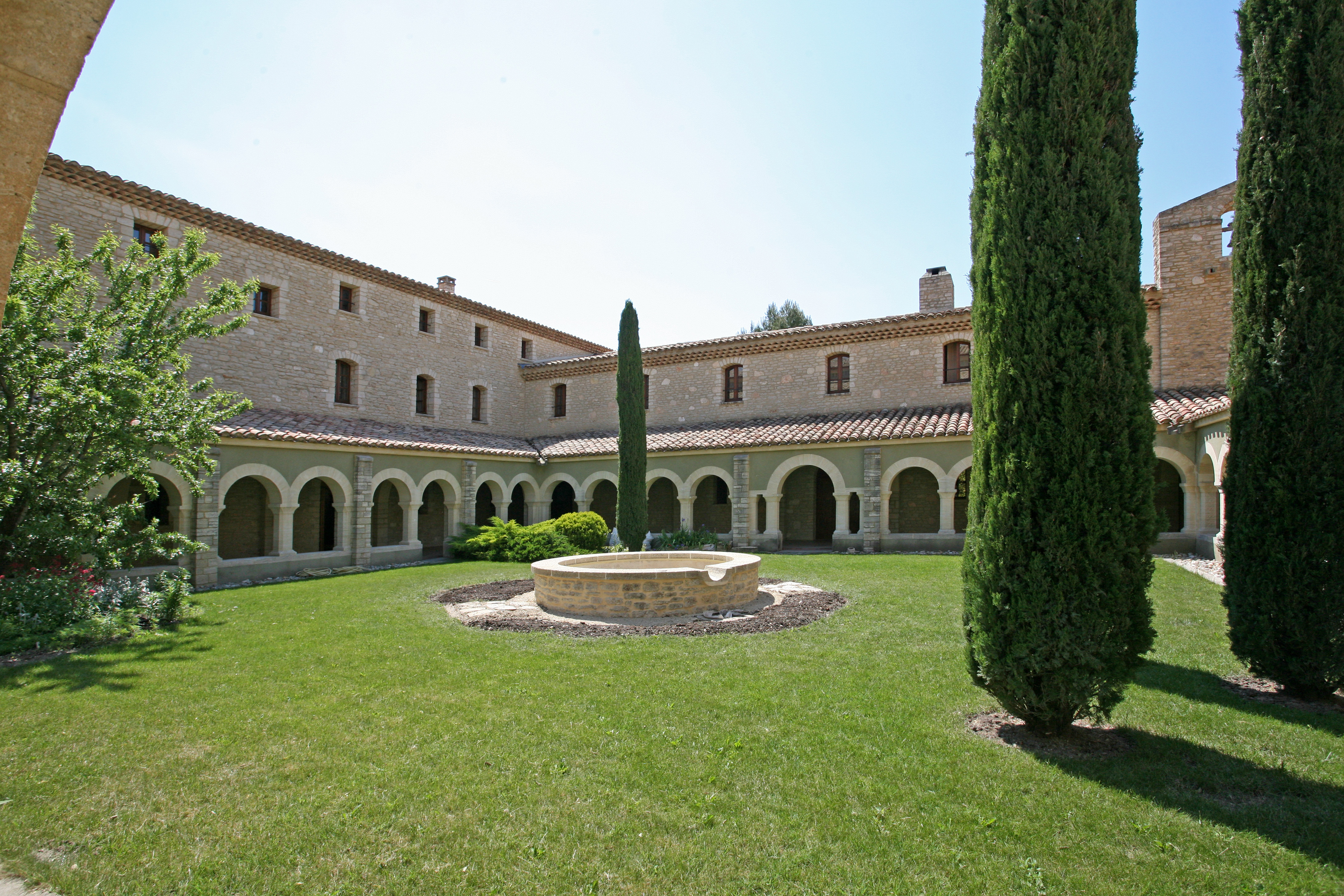
Chiostro dell'Abbazia

L'abbazia di Sainte-Madeleine du Barroux venne fondata a Le Barroux (Francia) nel 1978 da Dom Gérard Calvet, OSB. Il complesso abbaziale è stato costruito fra il 1980 e il 1984 in stile neoromanico. Il decreto d'erezione canonico dell'abbazia venne promulgato nel giugno 1989. L'abbazia consacrata a santa Maddalena fa parte della confederazione benedettina (Confoederatio Benedictina Ordinis Sancti Benedicti) dal 2008. La lingua liturgica delle celebrazioni è la lingua latina nel rito di San Pio V.